# Fabrizio De André in concerto
De André in concerto, anche noto come Fabrizio De André in concerto (da non confondersi con l'omonimo titolo del 1979 realizzato in collaborazione con la PFM), è un album dal vivo del cantautore italiano Fabrizio De André, pubblicato postumo il 18 marzo 1999.

## Descrizione
Il disco contiene una selezione di brani ricavati dalle registrazioni degli spettacoli tenuti il 13 e il 14 febbraio 1998 presso il Teatro Brancaccio di Roma, ed è stato pubblicato poco tempo dopo la morte del cantautore. La versione completa del concerto, in formato video, sarebbe uscita nello stesso anno in VHS, con il titolo Fabrizio De André in concerto. L'artista permise alla Rai di registrare gli spettacoli, a detta sua, per evitare che si continuasse a mandare in onda sempre e solo il concerto registrato il 29 agosto 1981 allo stadio "Miro Luperi" di Sarzana.
Nel 2001 viene pubblicato il secondo volume con il resto dei brani del concerto, Fabrizio De André in concerto volume II, dove le canzoni eseguite da Cristiano De André vengono sostituite dalle più recenti versioni dal vivo di Don Raffaè e La domenica delle salme, tratte dall'album 1991 concerti. Nel 2004 l'album video originale viene ripubblicato in una nuova versione in DVD restaurata e arricchita da contenuti speciali: il backstage e delle interviste inedite al cantante, ai coristi e alla band.

## Tracce
1. Crêuza de mä (Live) – 6:14
2. Prinçesa (Live) – 4:58
3. Khorakhané (a forza di essere vento) (Live) – 5:41
4. Dolcenera (Live) – 5:15
5. L'infanzia di Maria (Live) – 4:54
6. Il ritorno di Giuseppe (Live) – 4:50
7. Il sogno di Maria (Live) – 4:47
8. Tre madri (Live) – 2:51
9. Il testamento di Tito (Live) – 8:18
10. La città vecchia (Live) – 3:21
11. Amico fragile (Live) – 8:10
12. Il pescatore (Live) – 4:39
13. Geordie (Live) – 3:02 – con la figlia Luvi De André
14. Via del Campo (Live) – 3:18
15. Volta la carta (Live) – 4:14

## Versione video

### VHS

#### Tracce
Primo tempo
1. Creuza de mä – 6:07
2. Jamin-a – 4:30
3. Sidún – 5:44
4. Prinçesa – 4:42
5. Khorakhané (a forza di essere vento) – 5:31
6. Anime salve – 5:49 – col figlio Cristiano De André
7. Dolcenera – 5:07
8. Le acciughe fanno il pallone – 4:53
9. Disamistade – 5:15
10. Â cúmba – 3:59 – col figlio Cristiano De André
11. Ho visto Nina volare – 4:02
12. Smisurata preghiera – 7:16

Secondo tempo
1. Nel bene e nel male – 5:35 – eseguita da Cristiano De André
2. Invincibili – 3:25 – eseguita da Cristiano De André
3. L'infanzia di Maria – 11:21
4. Il ritorno di Giuseppe – 4:27
5. Il sogno di Maria – 4:41
6. Tre madri – 3:24
7. Il testamento di Tito – 8:22
8. La città vecchia – 3:14
9. Bocca di Rosa – 4:21
10. Amico fragile – 8:00
11. Fiume Sand Creek – 4:26
12. Il pescatore – 4:33
13. Via del Campo – 3:11
14. Geordie – 3:02 – con la figlia Luvi De André
15. Volta la carta – 4:01

### DVD

#### Tracce
1. Crêuza de mä – 6:07
2. Jamin-a – 4:30
3. Sidún – 5:44
4. Prinçesa – 4:42
5. Khorakhané (a forza di essere vento) – 5:31
6. Anime salve (col figlio Cristiano De André) – 5:49
7. Dolcenera – 5:07
8. Le acciughe fanno il pallone – 4:53
9. Disamistade – 5:15
10. Â cúmba (col figlio Cristiano De André) – 3:59
11. Ho visto Nina volare – 4:02
12. Smisurata preghiera – 7:16
13. Nel bene e nel male – 5:35 – eseguita da Cristiano De André
14. Invincibili – 3:25 – eseguita da Cristiano De André
15. L'infanzia di Maria – 11:21
16. Il ritorno di Giuseppe – 4:27
17. Il sogno di Maria – 4:41
18. Tre madri – 3:24
19. Il testamento di Tito – 8:22
20. La città vecchia – 3:14
21. Bocca di Rosa – 4:21
22. Amico fragile – 8:00
23. Fiume Sand Creek – 4:26
24. Il pescatore – 4:33
25. Via del Campo – 3:11
26. Geordie (con la figlia Luvi De André) – 3:02
27. Volta la carta – 4:01

## Formazione
- Fabrizio De André – voce, chitarra classica
- Cristiano De André – chitarre, violino, oud, bouzouki, tastiere, mandolino, sitar, armonie vocali
- Ellade Bandini – batteria
- Stefano Cerri – basso
- Mario Arcari – fiati
- Rosario Jermano – percussioni
- Mark Harris – direzione musicale, tastiere
- Michele Ascolese – chitarra
- Giorgio Cordini – chitarra, mandolino
- Luvi De André – cori, armonie vocali
- Laura De Luca – cori, armonie vocali, flauto
- Danila Satragno – cori, armonie vocali, fisarmonica, tastiere